# Microcerculus marginatus
El cucarachero ruiseñor sureño (Microcerculus marginatus), también denominado ratona oscura, chivirín ruiseñor, chochín ruiseñor sureño y colchonero ruiseñor, es una especie de ave paseriforme de la familia Troglodytidae que puebla las selvas tropicales de Centro y Sudamérica.

## Distribución y hábitats
Se encuentra en Bolivia, Brasil, Colombia, Costa Rica, Ecuador, Panamá, Perú y Venezuela.
Su hábitat natural son las selvas húmedas tropicales y subtropicales de regiones bajas.